# ديريك جنسن (لاعب كرة قدم أمريكية)
ديريك جنسن (بالإنجليزية: Derrick Jensen)‏ هو لاعب كرة قدم أمريكية أمريكي، ولد في 27 أبريل 1956 في وكغن في الولايات المتحدة، وتوفي في 7 أبريل 2017 في بنما سيتي بيتش في الولايات المتحدة بسبب تصلب جانبي ضموري.